# 비서

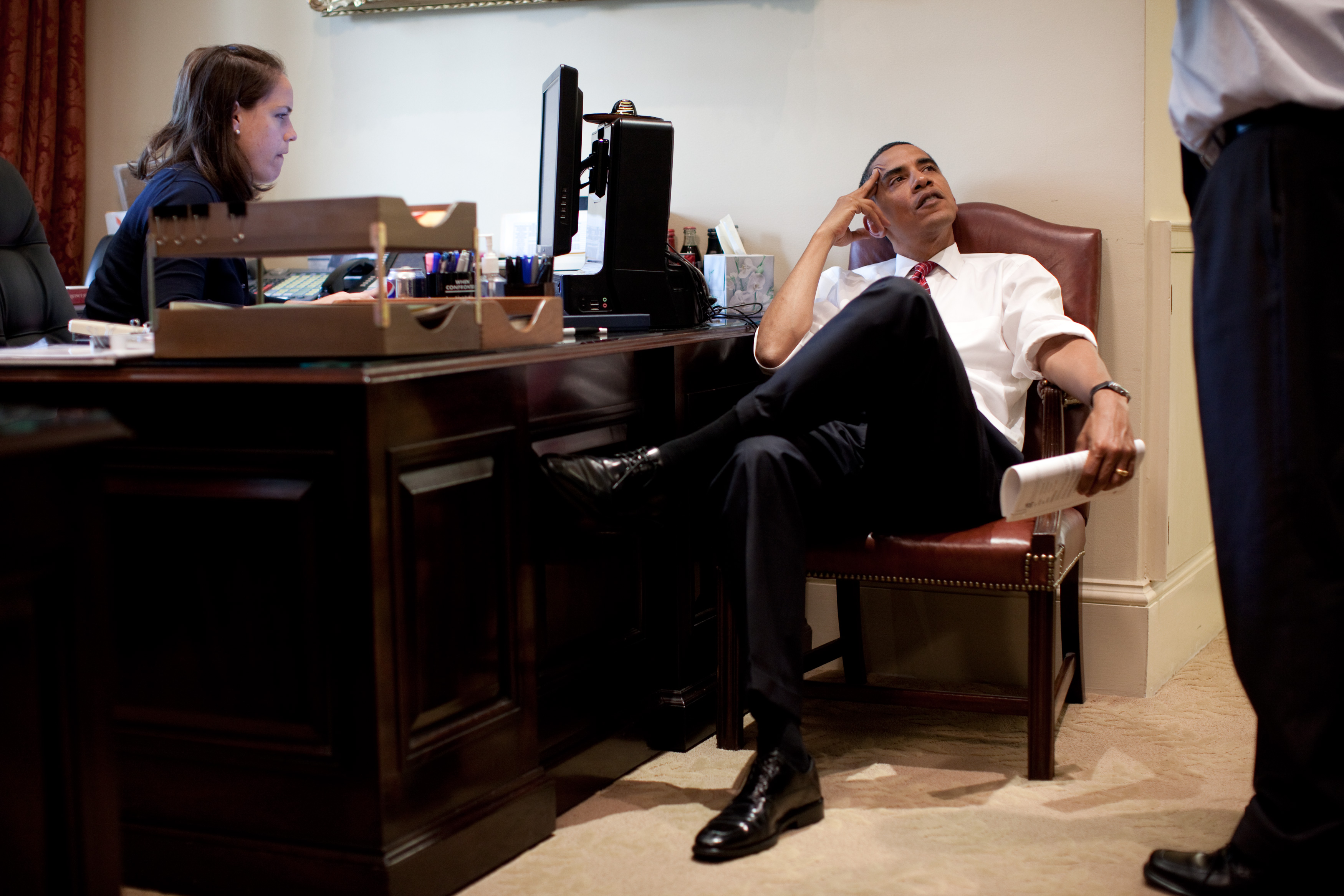
2009년 백악관에서 버락 오바마와 함께 미국 대통령의 개인 비서 케이티 존슨(왼쪽)

비서(祕書, 영어: Secretary)는 중요한 직위나 업무를 맡은 사람이나 부서에 소속되어 관련 사무를 담당하는 사람이다. 회사에서 조직 또는 상사의 서류 업무를 맡거나, 직무, 직업 또한 그것을 수행하는 사람을 말한다. 비서의 직무는 업무 폭이 넓은 편이지만, 직무의 공통점은 중요한 문서를 취급하는 일이다. 그 외에도 상사의 신변 처리, 메일이나 전화응대, 손님의 접대 일정 관리, 서류, 원고 작성 등 ‘총무 전문가’로서 기능을 한다.

## 역사
‘비서’라는 단어는 오래 전 중국 역사서에 나타난다. 예를 들어 중국 삼국 시대 촉한에 비서령(秘書令), 위나라에 비서감(秘書監)이라는 직책이 있었고, 구품관인법 종삼품에 해당했다. 촉한의 문신 극정을 이 지위로 임명했다.
현대에서 ‘비서’ 개념의 직접적인 성립은 영어 "세크리터리"(secretary)에서 나왔다. 이것은 원래 라틴어의 "세케르네레"(secernere, 분별 또는 구별)에서 파생된 단어이다. 이것이 ‘분리되는 것’, ‘특별히 기밀될 것’이라는 의미로 바뀌었고 그 후 중세 시대 왕후, 귀족, 부호, 고위 성직자의 서신 등의 기밀(secret)을 취급하는 사람을 ‘비서’라고 불렀다. 따라서 ‘비서’라는 직종은 현대까지 권력자의 측근 비서라는 의미가 있으며, 일반 사무원(Clerk) 또는 위원장(Scrivener)과는 구별되는 존재였다.
중세 유럽에서 권력자 문서의 교환은 여러 언어와 공통어가 사용되었다. 예를 들어, 국제 외교는 프랑스어, 가톨릭에서는 라틴어 등을 사용하였다. 집권자들이 영지의 언어를 알지 못해도 되었고, 이외에 법령이나 계약 문서 등에서는 로마법 등의 교양이 요구되었고, 이러한 권력자의 위원장인 비서는 상당한 교양이 요구되었다.
정치 조직에서도 미국에서는 ‘국방 장관’(Secretary Of Defense)처럼 이 단어를 사용하고 있으며, 유엔 사무총장(Secretary-General of the United Nations)과 같이 사용한다. 소련 공산당 서기장(General Secretary of the Communist Party of the Soviet Union)과 같이 사용했으며, 북한에서도 조선로동당의 특정 직위의 총책임자를 ‘비서’라고 부른다. 김일성과 김정일은 생전에 조선로동당 총비서였고, 김정은은 2021년에 조선로동당 총비서로 추대됐다.

## 비서 캐릭터
- DC 코믹스 - 에타 캔디, 원더 우먼
- 마블 코믹스 - 캐런 페이지, 페퍼 포츠
- 원피스 - 모네
- 펜트하우스 - 조비서
- 김비서가 왜 그럴까 - 김비서
- 놓지마 정신줄 - 김비서

## 같이 보기
- 사무직
- 법률비서
- 오피스 레이디